# Spider-Man (trilha sonora)
Spider-Man Original Motion Picture Score é um álbum baseado no filme Homem-Aranha, foi lançado no dia 4 de junho de 2002. Ele apresenta faixas compostas por Danny Elfman, que combina a tradicional orquestração, percussão e elementos de eletrônica. O CD foi lançado pela gravadora Sony.

## Faixas
1. "Main Title" — 3:30
2. "Transformations" — 3:31
3. "Costume Montage" — 1:19
4. "Revenge" — 6:13
5. "First Web" — 0:56
6. "Something's Different" — 1:17
7. "City Montage" — 1:50
8. "Alone" — 1:37
9. "Parade Attack" — 3:54
10. "Specter of the Goblin" — 3:47
11. "Revelation" — 2:32
12. "Getting Through" — 2:05
13. "Final Confrontation" — 7:19
14. "Farewell" — 3:11
15. "End Credits" — 1:55